# Zevenhuisjes
Zevenhuisjes, vroeger Zevenhuizen, is een gehucht in de gemeente Groningen in de provincie Groningen.
In weerwil van de naam heeft het geen zeven maar acht huizen.
Het plaatsje is gelegen aan het Damsterdiep tussen Garmerwolde (waar het feitelijk tot behoort) en Ten Boer. De plaatsnaam is zeker niet oud. Kwam de naam op de topografische kaart steeds voor als Zevenhuizen, vanaf 2004 staat er Zevenhuisjes.
Net ten noorden van de huisjes staan drie kalkovens.
Stad: Groningen

Dorpen: Garmerwolde · Glimmen · Haren · Harkstede (deels) · Lageland · Lellens · Meerstad · Noordlaren · Onnen · Sint-Annen · Ten Boer · Ten Post · Thesinge · Winneweer · Woltersum

Buurtschappen: Achter-Thesinge · Boltklap · Bouwerschap · Bovenrijge · Dilgt · Dorkwerd · Engelbert · Emmerwolde · Essen · Euvelgunne · Felland · Harendermolen · Hemert · Hemmen · Hoogkerk · Leegkerk · Hoornsedijk · Klein Harkstede · Kröddeburen · Lageweg · Lutjewolde · Middelbert · Noorddijk · Noorderhoogebrug · Oosterdijkshorn · Oosterhoogebrug · Oude Roodehaan · Paterswolde (deels) · Ruischerbrug · Roodehaan · Slaperstil · Steerwolde · Vierverlaten · Wittewierum · Zevenhuisjes

Provincie Groningen: Steden en dorpen      Nederland: Provincies · Gemeenten